# 린다 엘비라
린다 엘비라 마그누센(덴마크어: Linda Elvira Magnussen, 1966년 9월 1일 ~ )는 덴마크의 배우이다.

## 출연 작품

### 텔레비전 시리즈
- Broen (2015)
- Lærkevej (2009)
- 2900 Happiness (2007-2009)
- Krøniken (2003-2006)
- Madsen og co. (1996-2000)